# Bukovina (Podbořanský Rohozec)

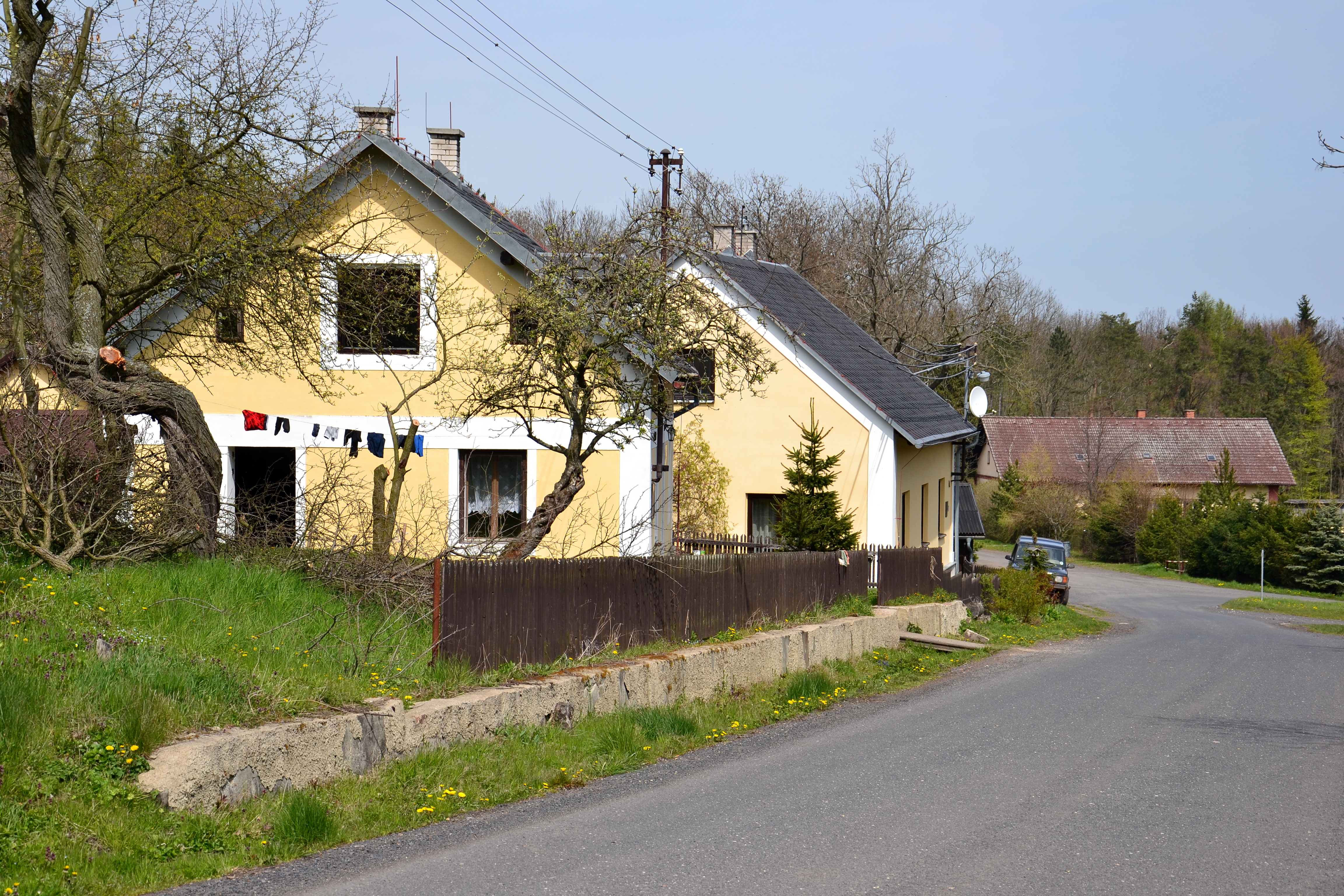
Häuser Nr. 8 und 9

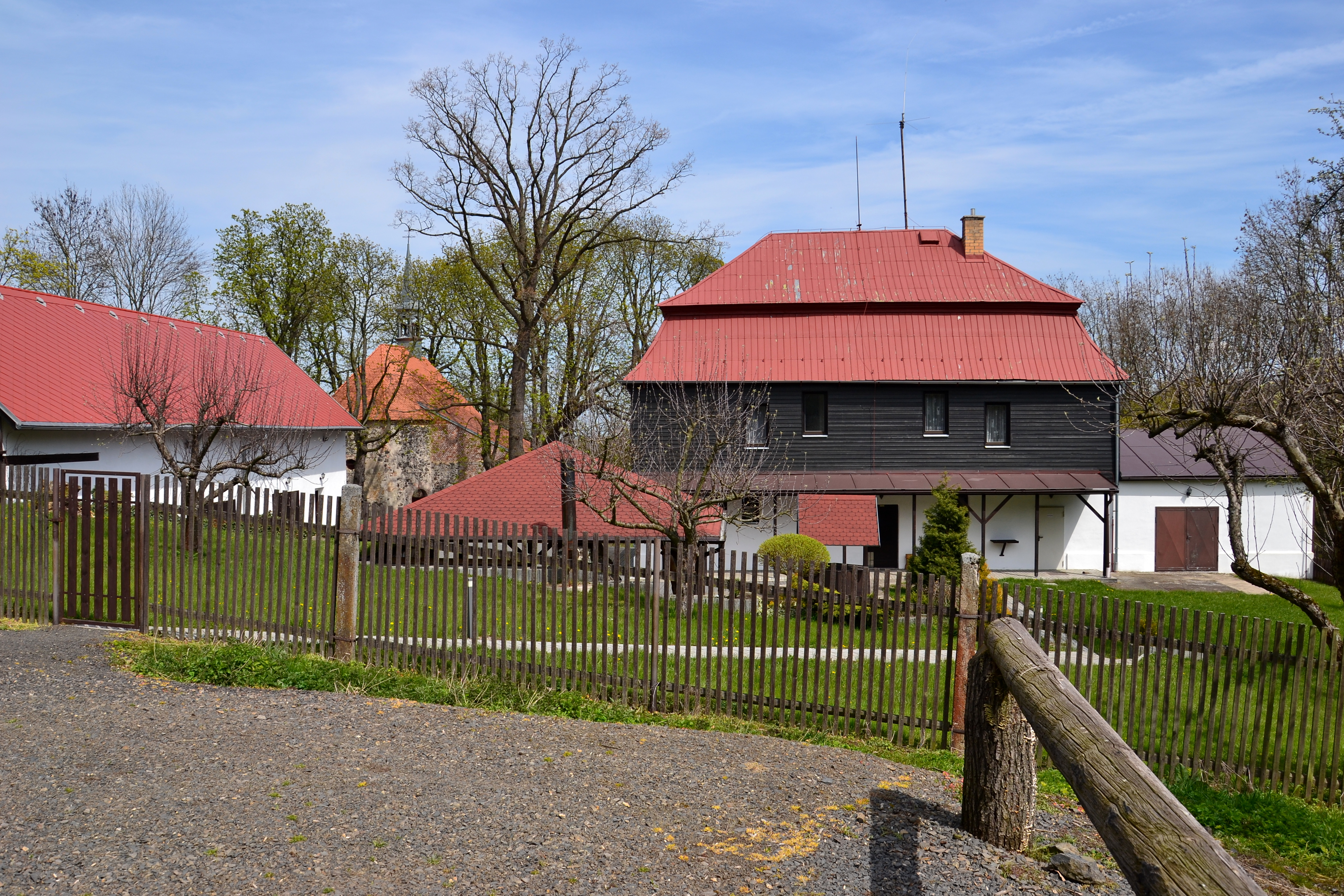
Haus Nr. 7

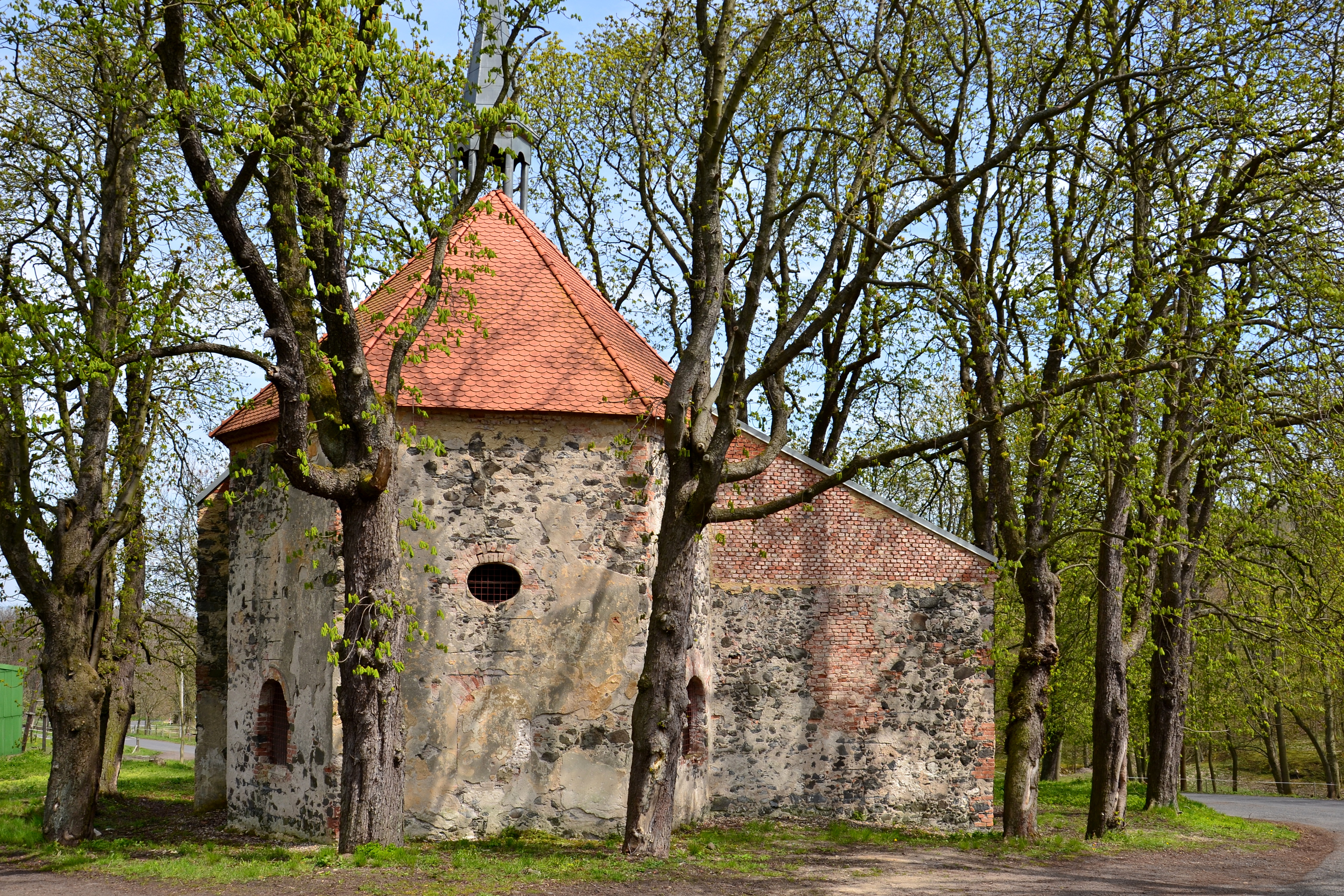
Kapelle des hl. Michael

Bukovina (deutsch Buckwa) ist ein Ortsteil der Gemeinde Podbořanský Rohozec (Deutsch Rust) in Tschechien. Das Dorf liegt 14 Kilometer westlich von Podbořany (Podersam) und gehört zum Okres Louny.

## Geographie
Das ehemalige Platzdorf Bukovina befindet sich in der zum Duppauer Gebirge gehörigen Hradišťská hornatina (Burgstadtler Masse). Bukovina liegt im Quellgrund des Baches Rohozecký potok und ist zu drei Seiten vom Truppenübungsplatz Hradiště umgeben. Im Norden erhebt sich die Lopota (Schwilsberg; 641 m n.m.), nordöstlich die Houšťka (Hundsbusch; 557 m n.m.), im Osten der Pod Lesem (542 m n.m.), südlich die Číhana (Hohe Lauer; 749 m n.m.) und der Lange Berg (757 m n.m.), im Westen der V Rezervaci (Grünesrank; 732 m n.m.) sowie im Nordwesten die Jedlová (Tannenkoppe; 720 m n.m.).
Nachbarorte sind Konice (Kunitz) im Norden, Dobřenec (Dobrenz), Chmelištná (Chmelischen) und Emanuelův Dvůr (Emanuelshof) im Nordosten, Podbořanský Rohozec im Osten, Střelnice (Schützhäusel), Nová Ves (Neudorf) und Ořkov (Worka) im Südosten. Auf dem Militärgebiet liegen folgende erloschene Dörfer: im Südwesten Jeseň (Gässing), westlich Třídomí (Dreihäuser) und Mětikalov (Meckl), im Nordwesten Řednice (Rednitz) und nördlich Tureč (Turtsch).

## Geschichte
Die erste urkundliche Erwähnung des Pfarrdorfes Bukowina erfolgte 1365 als Sitz des Vladiken Hroch von Bukowina, der auch das Kirchpatronat innehatte. Als nachfolgende Besitzer der Feste und des Dorfes sind zwischen 1391 und 1393 Hrochs Witwe Janofěta und der älteste Sohn nachweislich. Ab 1404 gehörte das Gut Hrochs anderem Sohn Wilhelm von Bukowina und Netluk (Vilém z Bukoviny a Pnětluk), der auch Besitzer der Burg Štědrý hrádek war. Nach dem Ausbruch der Hussitenkriege trat der Katholik in die Dienste des Königs Sigismund. Nach 1455 erbte Wilhelms Sohn beide Güter und schloss Bukowina an die Burgherrschaft Štědrý hrádek an. Damit verlor die Feste Bukowina ihre Bedeutung als Herrensitz und wurde dem Verfall überlassen. Wenig später veräußerten die Herren von Bukowina und Netluk die Herrschaft Štědrý hrádek an Jakoubek von Wrzessowitz. Diesem folgte ab 1467 sein Sohn Jan von Wrzessowitz († 1478) und danach dessen Sohn Jan Žlutický von Wrzessowitz. Letzterer schlug Bukowina 1494 seiner Herrschaft Luditz zu.
Während des Dreißigjährigen Krieges wurde Bukowina zerstört; da das Dorf auch 1654 in der berní rula nicht erwähnt ist, wird angenommen, dass es gänzlich erlosch. Die Wiederbesiedlung des Dorfes erfolgte in den 1660er Jahren durch die Herrschaft Maschau. Grundherr war zu dieser Zeit Johann von der Goltz. 1684 wurde das Dorf als Pukowa und Puckwa bezeichnet. An der Stelle der wüsten alten Kirche entstand 1688 die barocke Kirche des hl. Michael. Mit dem kinderlosen Ernst von der Goltz, der sich 1791 erschoss, erlosch der Familienzweig. Sein Erbe wurde 1792 Adalbert Mladota von Solopisk gerichtlich zugesprochen. Nachdem die Kirche durch einen Brand zerstört worden war, erfolgte um 1800 der Abriss der Ruine. Lediglich der Chor und die Sakristei wurden als Kapelle wiederaufgebaut. Gabriela von Dietrichstein, geborene Wratislaw von Mitrowitz, die die Herrschaft Maschau 1838 gekauft hatte, veräußerte sie 1845 an Eugen Czernin von und zu Chudenitz. 
Im Jahre 1845 bestand das im Saazer Kreis in einem Wiesental mitten im Wald gelegene Dorf Pukwa aus 19 Häusern mit 116 deutschsprachigen Einwohnern. Im Ort gab es eine Kapelle des hl. Michael, bei der früher eine Einsiedelei bestanden hat. Das Dorf war Sitz eines der fünf herrschaftlichen Forstreviere. Gepfarrt war das Dorf nach Meckl. Bis zur Mitte des 19. Jahrhunderts blieb Pukwa der Herrschaft Maschau untertänig.
Nach der Aufhebung der Patrimonialherrschaften bildete Bukwa / Bukovina ab 1850 einen Ortsteil der Gemeinde Meckl im Gerichtsbezirk Duppau. Erwerbsquellen waren die Landwirtschaft, Viehzucht und Forstarbeit sowie die Fertigung von Schindeln. Ab 1868 gehörte Bukwa zum Bezirk Kaaden. Im Jahre 1869 bestand das Dorf aus 19 Häusern und hatte 109 Einwohner. Zum Ende des 19. Jahrhunderts errichteten die Grafen Czernin von und zu Chudenitz in Bukwa ein Dampfsägewerk. Im Jahre 1900 hatte Bukwa 117 Einwohner, 1910 waren es 115. Nach dem Ersten Weltkrieg zerfiel der Vielvölkerstaat Österreich-Ungarn, das Dorf wurde 1918 Teil der neu gebildeten Tschechoslowakischen Republik. Beim Zensus von 1921 lebten in den 25 Häusern des Dorfes 114 Personen, davon 109 Deutsche und 15 Tschechen. Zu dieser Zeit wurde Bukwa als Sommerfrische beworben. 1924 gab es in dem Dorf elf Bauernwirtschaften, ein Wirtshaus, eine Trafik und die Czerninsche Dampfsäge. Die Kinder waren nach Meckl eingeschult; wegen des im Winter oft nicht passierbaren Schulweges in die Berge unterhielt die Meckler Schule in Bukwa eine Außenstelle, in der in den Monaten November bis März vor Ort unterrichtet wurde. 1930 lebten in den 24 Häusern von Buckwa 107 Personen. Nach dem Münchner Abkommen wurde Buckwa im Oktober 1938 dem Deutschen Reich zugeschlagen und gehörte bis 1945 zum Landkreis Kaaden. Nach dem Ende des Zweiten Weltkrieges kam Bukovina zur wiedererrichteten Tschechoslowakei zurück. Nach der Aussiedlung der meisten deutschen Bewohner hatte das Dorf 1946 nur noch 32 Einwohner. Teilweise wurde Bukovina mit Tschechen wiederbesiedelt. 
Im Jahre 1950 lebten in den 24 Häusern von Bukovina 67 Personen. 
Im Zuge der Errichtung des Truppenübungsplatzes Hradiště wurde Bukovina erneut abgesiedelt und 1953 in das Militärgebiet eingegliedert. Im Gegensatz zu den Dörfern im Innern des Truppenübungsplatzes blieb Bukovina teilweise von Beschäftigten des Militärforstes bewohnt. Die meisten Häuser wurden abgebrochen. Erhalten blieb die Kapelle, die jedoch zunehmend verfiel. Bei der Gebietsreform von 1960 wurde der Truppenübungsplatz dem Okres Karlovy Vary zugeordnet. Beim Zensus von 2001 bestand Bukovina aus sieben Wohnhäusern und hatte 14 Einwohner. 2011 lebten in den sieben Häusern des Dorfes 16 Personen. Bei der Verkleinerung des Truppenübungsplatzes wurde Bukovina mit Beginn des Jahres 2016 aus dem Militärgebiet ausgegliedert und der Gemeinde Podbořanský Rohozec im Okres Louny zugeordnet.

## Ortsgliederung
Der Ortsteil Bukovina bildet den Katastralbezirk Podbořanský Rohozec u Hradiště II.

## Sehenswürdigkeiten
- Kapelle des hl. Michael, es handelt sich ursprünglich um den Chor und die Sakristei der 1688 erbauten barocken Kirche St. Michael. Nach der Zerstörung der Kirche durch einen Brand wurde um 1800 das Schiff abgebrochen und die Ruine zur Kapelle umgebaut. Im Zuge der Eingliederung des Dorfes in den Truppenübungsplatz erfolgte 1953 die Beschlagnahme der Kapelle aus dem Eigentum der Kirche und ihre Übergabe an die Armee, die sie verwüstete und als Lager nutzte. Im Jahre 2012 begann das Verteidigungsministerium mit der Rekonstruktion der Kapelle, zunächst wurde das Dach wiederhergestellt.[4]
- Wüste Feste Budiš, südöstlich des Dorfes im Quellgebiet des Baches Dolánecký potok
- Čertova díra (Teufelsloh), Quellgrund mit mehreren Teichen, nordwestlich von Bukovina im Militärgebiet